# Classe Fubuki
La classe Fubuki (吹雪型駆逐艦, Fubukigata kuchikukan) est une série de 24 destroyers de 1re classe de la Marine impériale japonaise construite après la Première Guerre mondiale. La classe Fubuki a été appelée le « premier destroyer moderne du monde » et est vite devenue un standard pour d'autres marines étrangères ; ces destroyers étaient puissamment armés et très rapides.

Ils sont restés des adversaires redoutables durant la Seconde Guerre mondiale, bien que beaucoup plus anciens que la plupart de leurs adversaires.

## Contexte
Après la fin de la Première Guerre mondiale, l'État-major de la marine impériale japonaise a émis des exigences quant à la vitesse, le rayon d'action et le développement d'un torpilleur rapide et à longue portée pouvant rivaliser avec des croiseurs légers de marines étrangères. La classe Fubuki fut équivalente aux destroyers de l'US Navy de classe Porter et de classe Somers.

## Conception
La classe Fubuki inaugure les premières tourelles motorisées. Les supports de lances torpilles triples de 61 cm (torpille Type 8ème Année puis Torpille Type 93) sont montés entre les cheminées. Pour augmenter le confort et la capacité de combat, même par mauvais temps, le gaillard d'avant a été rehaussé, le pont est agrandi et clos.
Entre 1928 et 1933, trois groupes distincts de constructions sont mis en œuvre créant ainsi trois sous-classes :
- Sous-classe Fubuki : dix navires de construction plus simple que les suivants, un télémètre sur la passerelle et de tourelles de Type A ne permettant qu'un relèvement de 40°.
- Sous-classe Ayamani : pont plus grand, avec une tour de télémétrie et une salle de contrôle anti-incendie et de tourelles de Type B permettant un relevage de 75° pour les tirs anti-aériens.
- Sous-classe Akatsuki : mise en place de tourelles de lancement des torpilles permettant un rechargement immédiat.

Au cours de la guerre du Pacifique les navires survivants eurent un renforcement de lutte anti-aérienne. Une tourelle fut retirée pour être remplacée par 14 canons automatiques AT/AA de 25 mm, le rajout de deux autres mitrailleuses Hotchkiss de 13,2 mm et de 18 autres depth charges. Un radar fut aussi installé.

### Armement
Les destroyers de la classe Fubuki étaient mieux armés que leurs prédécesseurs de la classe Mutsuki : la batterie principale était portée à 6 canons Type 3 de 127 mm, montés par paire dans 3 tourelles modernes résistantes aux éclats, intempéries et gaz mais non blindées. Les tourelles Type A équipant les 10 premières unités de la classe avaient une hausse possible de +40°, tandis que les 14 bâtiments suivants reçurent des tourelles de Type B permettant un angle de hausse de +70° pour les tirs antiaériens, caractéristique inédite sur les destroyers à l'époque Les canons étaient alimentés par des chargeurs de munitions stockés sous chaque tourelle, assurant ainsi au destroyer une cadence de tir plus élevée que ses contemporains à chargement manuel
L'installation de trois lance-torpilles triples fut directement reprise de la classe Mutsuki, où leur efficacité fut largement prouvée. Chaque tube était chargé d'une torpille de 610 mm de type 8 et une autre était en réserve, donnant au destroyer de cette classe une capacité de 18 torpilles au total. Ces lance-torpilles étaient localisés juste derrière les cheminées au centre du navire.

## Service
Les navires de la classe Fubuki ont tous combattu pendant la guerre du Pacifique sauf le Miyuki qui coula en 1934 lors d'une collision.
Le Ayamani, endommagea en novembre 1942 le USS South Dakota (BB-57) au cours de la bataille navale de Guadalcanal avant d'être attaqué par le USS Washington (BB-56).
Le PT-109 (patrouilleur-torpilleur) de John Fitzgerald Kennedy a été coulé par l'Amagi.
Huit navires ont été coulés par des sous-marins, deux sur des mines et le reste par des raids aériens. Seuls l'Hibiki et l'Ushio ont survécu à la guerre. Hibiki a été pris comme prise de guerre par l'Union soviétique et fut utilisé jusqu'en 1953 sous le nom de Verniy.

## Les unités
Type Fubuki :
| Indicatif | Nom                                  | Chantier naval                  | Quille          | Lancement         | Service          | Fin de carrière | Photo |
| --------- | ------------------------------------ | ------------------------------- | --------------- | ----------------- | ---------------- | --- | ----- |
| DD-35     | Fubuki (吹雪, "Blizzard")            | Arsenal naval de Maizuru        | 19 juin 1926    | 15 novembre 1927  | 10 aout 1928     | Coulé le 11 octobre 1942 lors de la bataille du cap Espérance par le tir groupé de destroyers et croiseurs américains, au nord-ouest de l'ile de Savo, à la position 9° 06′ S, 159° 38′ E. Rayé des registres de la Marine le 15 novembre 1942. |       |
| DD-36     | Shirayuki (白雪, "Neige blanche")    | Chantiers de Yokohama           | 19 mars 1927    | 20 mars 1928      | 18 décembre 1928 | Coulé le 3 mars 1943 par une attaque aérienne durant la bataille de la mer de Bismarck, à 55 milles marins (101,86 km) au sud-est de Finschhafen, à la position 7° 15′ S, 148° 30′ E. Rayé des registres de la Marine le 1er avril 1943. |       |
| DD-37     | Hatsuyuki (初雪, "Premières neiges") | Arsenal naval de Maizuru        | 12 avril 1927   | 29 septembre 1928 | 30 mars 1929     | Coulé le 17 juillet 1943 par une attaque aérienne alors qu'il débarque des troupes sur Bougainville, à la position 6° 50′ S, 155° 47′ E. Rayé des registres de la Marine le 15 octobre 1943. |       |
| DD-38     | Miyuki (深雪, "Neige épaisse")       | Compagnie des docks d'Uraga     | 30 avril 1927   | 26 juin 1928      | 29 juin 1929     | Sombre le 29 juin 1934 après être rentré en collision avec le destroyer Inazuma, au large de l'ile de Cheju, à la position 33° 00′ N, 125° 30′ E. Rayé des registres de la Marine le 15 aout 1934. |       |
| DD-39     | Murakumo (叢雲, "Masse de nuages")   | Chantiers navals Fujinagata     | 25 avril 1927   | 27 septembre 1928 | 10 mai 1929      | Rendu inmanœuvrable après avoir été torpillé et bombardé le 12 octobre 1942 par l'aéronavale américaine, il est finalement achevé par son sister-ship Shirayuki (qui a pris en charge les survivants) , à 90 milles marins (166,68 km) au nord-ouest de l'ile de Savo, à la position 8° 40′ N, 159° 20′ E. Rayé des registres de la Marine le 15 novembre 1942.                    |       |
| DD-40     | Shinonome (東雲, "Aube")             | Arsenal naval de Sasebo         | 12 aout 1926    | 26 novembre 1927  | 25 juillet 1928  | Coulé le 17 décembre 1941 après avoir été touché par 2 bombes du Dornier Do 24 X-32 du groupe d'aviation navale néerlandaise GVT-7. Il coule avec tout son équipage au large de Miri (royaume de Sarawak), à la position 4° 24′ N, 114° 00′ E. Rayé des registres de la Marine le 15 janvier 1942.                                                                                 |       |
| DD-41     | Usugumo (薄雲, "Nuages légers")      | Chantiers Navals d'Ishikawajima | 21 octobre 1926 | 26 décembre 1927  | 26 juillet 1928  | Torpillé le 5 juillet 1944 par le sous-marin USS Skate en mer d'Okhotsk, alors qu'il assure la protection d'un convoi entre Otaru et l'île d'Uruppu. Coule en six minutes, emportant 316 des 365 hommes d'équipage, à 330 milles marins (611,16 km) à l'ouest-sud-ouest de Paramushiro, à la position 47° 43′ N, 147° 55′ E. Rayé des registres de la Marine le 10 septembre 1944. |       |
| DD-42     | Shirakumo (白雲, "Nuage blanc")      | Chantiers navals Fujinagata     | 27 octobre 1926 | 27 décembre 1927  | 28 juillet 1928  | Torpillé le 16 mars 1944 par le sous-marin USS Tautog , alors qu'il assure la protection d'un convoi entre Kushiro et l'île d'Uruppu. Coule avec la totalité de son équipage, à 170 milles marins (314,84 km) à l'est de Muroran à la position 42° 25′ N, 144° 55′ E. Rayé des registres de la Marine le 31 mars 1944.                                                             |       |
| DD-43     | Isonami (磯波, "Brisants")           | Compagnie des docks d'Uraga     | 18 octobre 1926 | 24 novembre 1927  | 30 juin 1928     | Torpillé le 9 avril 1943 par le sous-marin USS Tautog , alors qu'il secourait les survivants du Penang Maru, faisant partie d'un convoi entre Surabaya à Ambon. Coule à 35 milles marins (64,82 km) au sud-est de l'île Wangi-wangi à la position 5° 26′ S, 123° 04′ E. Rayé des registres de la Marine le 1er aout 1943.                                                          |       |
| DD-44     | Uranami (浦波, "Vagues littorales")  | Arsenal naval de Sasebo         | 28 avril 1927   | 29 novembre 1928  | 30 juin 1929     | Coulé le 26 octobre 1943 par une attaque aérienne menée par 80 avions de la Task Force 77.4.2 "Taffy 2" durant la bataille du golfe de Leyte. Coule à 12 milles marins (22,224 km) au sud-est de Masbate à la position 11° 50′ N, 123° 00′ E. Rayé des registres de la Marine le 10 décembre 1944.                                                                                 |       |

Type Ayanami :
- Ayanami
- Shikinami
- Asagiri
- Yūgiri
- Amagiri
- Sagiri
- Oboro
- Akebono
- Sazanami
- Ushio

Type Akatsuki :
- Akatsuki
- Inazuma
- Ikazuchi
- Hibiki